# Бразильско-украинские отношения
Бразильско-украинские отношения — двусторонние дипломатические отношения между Бразилией и Украиной. Страны являются стратегическими партнёрами и сотрудничают в сфере торговли, космических технологий, образования, энергетики, здравоохранения и обороны. Бразилия признала независимость Украины 26 декабря 1991 года, а двусторонние отношения были установлены 11 февраля 1992 года. Совместное развитие космической отрасли укрепило двусторонние связи между странами. Украина считает Бразилию своим ключевым торговым партнёром в Латинской Америке и активно поддерживает заявку Бразилии на постоянное место в Совете Безопасности ООН.
Бразилия занимает третье место по численности украинского населения за пределами бывшего Советского Союза: в этой стране проживает примерно 500 000 человек с украинскими корнями.

## История
Первый официальный визит на высоком уровне произошёл в октябре 1995 года, когда президент Украины Леонид Кучма прибыл в Бразилию. В январе 2002 года Фернандо Энрике Кардозу стал первым президентом Бразилии, посетившим Украину. Двусторонние контакты значительно расширились после вступления в должность президента Бразилии Луиса Инасио Лула да Силва. В сентябре 2003 года президенты Украины и Бразилии встретились в Нью-Йорке во время 58-й сессии Генеральной Ассамблеи ООН. Президент Украины прибыл в Бразилию в октябре 2003 года, а президент Бразилии осуществил официальный визит на Украину в 2004 году. Двусторонний диалог на высшем уровне был снова продолжен в сентябре 2005 года в рамках участия президентов Украины и Бразилии в работе 60-й сессии Генеральной Ассамблеи ООН. В ноябре 2008 года секретарь по стратегическим вопросам президентства Бразилии Роберто Мангабейра Унгер осуществил визит на Украину, где подготовил почву для подписания ряда важных двусторонних соглашений в области обороны и космических технологий.
Большим толчком к развитию двустороннего сотрудничества стала встреча двух президентов в рамках 64-й сессии Генеральной Ассамблеи Организации Объединённых Наций в Нью-Йорке 22 сентября 2009 года. Во время этой встречи была достигнута договорённость о создании рабочей группы для подготовки для визита президента Луиса Инасио Лула да Силва на Украину, который был успешно проведен в декабре 2009 года. Этот визит стал важным шагом в укреплении двусторонних отношений и становил стратегическое партнёрство между странами. Затем последовало подписание соглашений о сотрудничестве в области авиастроения, обороны, технологий, освоения космоса и ядерной энергии. В апреле 2011 года премьер-министр Украины Николай Азаров встретился в Санье с президентом Бразилии Дилмой Русеф. Стороны обсудили широкий круг вопросов по двусторонней повестке дня, в частности, развитие бразильско-украинского космического проекта «Alcântara Cyclone Space». Николай Азаров и Дилма Русеф также обсудили 120-летие начала иммиграции украинцев в Бразилию.
Президент Украины Виктор Янукович совершил государственный визит в Бразилию 25 октября 2011 года. По этому случаю правительства Украины и Бразилии выступили с совместным заявлением, в котором определены области сотрудничества на ближайшие годы с целью дальнейшего развития двусторонних отношений и партнерства.

## Торговля
|                                                | 2003                  | 2004                 | 2005                 | 2006                 | 2007                 | 2008                  | 2009                 |
| ---------------------------------------------- | --------------------- | -------------------- | -------------------- | -------------------- | -------------------- | --------------------- | -------------------- |
| Экспорт Украины в Бразилию                     | 163 млн. долларов США | 206 млн долларов США | 143 млн долларов США | 151 млн долларов США | 378 млн долларов США | 711 млн долларов США  | 156 млн долларов США |
| Экспорт Бразилии на Украину                    | 94 млн долларов США   | 183 млн долларов США | 221 млн долларов США | 221 млн долларов США | 274 млн долларов США | 465 млн долларов США  | 242 млн долларов США |
| Объём товарооборота                            | 257 млн долларов США  | 389 млн долларов США | 364 млн долларов США | 372 млн долларов США | 652 млн долларов США | 1.2 млрд долларов США | 398 млн долларов США |
| Примечание: все расчёты указаны в долларах США |                       |                      |                      |                      |                      |                       |                      |

## Дипломатические представительства
- Бразилия имеет посольство в Киеве[6].
- Украина имеет посольство в Бразилиа, генеральное консульство в Рио-де-Жанейро и консульство в Куритибе[7].